# Nipmuc
Els nipmuc són una tribu algonquina, el nom de la qual prové de nipmaug "gent de l'aigua freda".
Els Nipmuc van tenir contactes esporàdics amb comerciants i pescadors europeus abans de la colonització d'Amèrica. El primer contacte registrat amb europeus va ser l'any 1630, quan John Acquittamaug (Nipmuc) va agafar blat de moro per vendre'ls als colons famolencs de Boston, Massachusetts.

## Localització
Vivien a la zona central de Massachusetts, en el comtat de Worcester, i més tard es va estendre a Rhode Island i Connecticut. Avui dia viuen a la seva reserva Hassanamisco de Grafton (Massachusetts) d’11,9 acres, on s'uniren als massachusetts o "Praying indians".

## Demografia
Cap al 1600 eren uns 500. Segons el cens dels EUA del 2000 hi havia uns 1.494, la majoria d'ells a Massachusetts.

## Costums
Vivien del conreu del moresc i de la cacera i de la pesca. Es movien estacionalment entre llocs fixos on explotaven les fonts d'alimentació. Es dividien en bandes territorials que eren grups de determinades famílies que vivien en un o més llogarrets, cadascun regit per un sachem.
No estaven units políticament, encara que establiren algunes aliances amb les tribus veïnes, però no hi havia un límit fix entre les tribus. Això provocaria que fossin atacats per tribus veïnes més poderoses.
Lingüísticament, pertanyen al dialecte L de l'algonquià, connectat amb els pennacook i abnaki, a diferència dels dialectes N (massachusets, wampanoag, narragansett i nauset) i Y (mohegan i pequot).
Constava de les ciutats d’Acoomemeck, Chabanakongkomun, Chachaubunkkakowok, Hadley Indians, Hassanamesit, Magunkaquog Manchaug, Manexit, Massomuck, Medfield, Menemesseg, Metewemesick, Missogkonnog, Musketaquid, Nashobah, Nichewaug, Okommakamesit, Pakachoog, Quabaug, Quahmsit, Quantisset Quinebaug, Segunesit, Squawkeag, Tatumasket, Totapoag, Wacuntug i Woruntuck.

## Història
Eren menys nombrosos que els seus veïns massachuset i wampanoag, raó per la qual foren tributaris dels mohawk. Cap al 1674 els missioners cristians s'establiren al seu territori, i nomenaren més de 29 viles cristianes entre ells. Això, però, no els va impedir donar suport als wampanoag i narragansett a la Guerra del Rei Felip del 1675.
Després de la guerra, uns quants fugiren al Canadà i d'altres s'uniren als mahican i massachussets al riu Hudson. El 1720 ajudaren als britànics contra els abnaki. El 1728 aconseguiren que els cedissin una reserva estatal de 8.000 acres a Massachusetts, però el 1848 i el 1859 els fou reduïda a 11,9 acres (Hassanamisco, 1871) degut a les intervencions estatals. El 1869 esdevingueren ciutadans de l'estat.
Durant els anys 20 els caps Sarah Cisco i Lemuel Cisco rellançaren les tradicions tribals, i el 1938 començaren a reclamar legalment les terres arrabassades al Llac Ripple. El 1962 organitzen el Dia de l'Indi de Massachusetts, i el 1976 seran reconeguts oficialment com a tribu. El cap Walter Vickers en fou un dels més actius.
La seva llengua era parlada només per 142 individus el 1774, i es va extingir definitivament el 1821. Des del 1954 celebren un powwow.